# Adonisea gracilenta
Adonisea gracilenta là một loài bướm đêm trong họ Noctuidae.